# Lircay
Lircay ist die Hauptstadt der Provinz Angaraes in der Region Huancavelica im zentralen Süden von Peru. Die Stadt ist außerdem Verwaltungssitz des gleichnamigen Distrikts. Beim Zensus 2017 wurden 9724 Einwohner gezählt. 10 Jahre zuvor lag die Einwohnerzahl bei 6563. Die Bevölkerung besteht hauptsächlich aus Angehörigen indigener Völker. Die Stadt trägt auch die Spitznamen Ciudad de Las Rosas y Guindos („Stadt der Rosen und Sauerkirschen“) sowie Pequeña Suiza („Kleine Schweiz“).
Die Stadt liegt 35 km südöstlich der Regionshauptstadt Huancavelica auf einer Höhe von 3278 m im ariden Andenhochland von Zentral-Peru. Sie liegt am Zusammenfluss der beiden Quellflüsse des Río Urubamba (streckenweise auch Río Lircay), einem Zufluss des Río Cachi.
In Lircay gibt es folgende Bildungseinrichtungen:
- Universidad para el Desarrollo Andino
- eine Außenstelle der Universidad Nacional de Huancavelica
- Instituto Tecnologico Lircay